# Лелія
«Лелія» — казка української письменниці Лесі Українки.

## Сюжет
У невеликій кімнаті лежить хворий хлопчик Павлусь. Він дивиться на вузьку смужку місячного світла, що пробивається крізь вікно. Його мама сидить поруч і намагається вмовити хлопчика заснути, але він не хоче, просить розказати казку. Павлусь згадує історії про маленьких ельфів, що живуть у квітах, і питає маму про найстаршу ельфу Лелію. Мама розповідає, що Лелія живе у найкрасивішій квітці — білій лелії.
Павлусь продовжує думати про Лелію і дуже хоче побачити її. Раптом смужка світла перед ним затремтіла, і з'явилася маленька фея у білому вбранні, з короною на голові та крильцями. В руках вона тримала квітку білої лелії. Павлусь одразу пізнав у ній Лелію. Вона запитала хлопчика, чи хоче він полетіти з нею. Павлусь сумнівається через відсутність крил, але Лелія торкається його своєю квіткою, і він перетворюється на рожевий мак. Лелія бере його з собою і вилітає в сад.
В саду квіти схиляються перед царицею Лелією. Вона просить їх заснути, а сама разом з Павлусем вирушає до панського саду, де ростуть її сестри — білі лелії. Коли вони прибувають, квіти ще сплять. Лелія будить їх, і всі лелії починають жалітися на своє нещасне життя: вдень їх топчуть, рвуть, обрізають, а ночами їх турбують гучні музики та панські гості. Лелія намагається їх заспокоїти, але нічого не може змінити.
Павлусю стає сумно, і він просить полетіти далі. Лелія пропонує відвідати велике місто, сподіваючись, що там буде веселіше. Вони летять до великого магазину, де за скляними вітринами виставлено розкішні штучні квіти. Павлусь вражений їхньою красою, але Лелія пояснює, що ці квіти неживі і не мають ельфів.
Потім Лелія показує, як роблять ці квіти. Вони потрапляють до кімнати, де бідні дівчата працюють над виготовленням штучних квітів у важких умовах, погано одягнені й виснажені. Одна дівчина скаржиться, що їй не дали обіду, інша випадково перекинула миску з фарбою, і старша робітниця жорстоко лає її. Павлусю стає страшно й неприємно, він просить Лелію повернути його додому.
Лелія пропонує зазирнути ще до своєї молодшої сестриці, яка росте в саду дівчини Мар'яни. Вони прилітають до знайомої хати, де Мар'яна поливає квіти разом із маленьким братом Івасем. Вона особливо піклується про білу лелію, обгородивши її прутиками. Лелія і Павлусь наближаються до лелії, і та вітає їх. Вона розповідає, що Мар'яна дбає про неї, як про свою дитину, щовечора та щоранку поливає її, співаючи веснянки. Лелія благословляє квітку, і та розквітає ще пишніше.
Після цього Лелія вирішує повернути Павлуся додому. Вона торкається його квіткою і зникає. Хлопчик прокидається у своїй кімнаті, а мама стоїть поруч. Вона цілує сина й питає, як він почувається. Павлусь радісно обіймає маму та розповідає їй про свій прекрасний сон, у якому він бачив Лелію.

## Історія публікацій
Вперше надруковано у журналі «Ілюстрована бібліотека для молодіжі, міщан і селян».
Казка увійшла до збірки українських літературних казок «Добрий чародій» (1991, «Каменяр»)
Вийшла окремими виданнями 1981 (художник — Лопухова Надія) та 1991 (художник — Іванова Лариса) у видавництві «Веселка».

## Історія написання
Датується орієнтовно 1890 р. на підставі листа Лесі Українки до Михайла Косача від 18 травня 1890 р., у якому вона, зокрема, писала:
|  | …Я тепер сотрудник «Бук[овини]», «Бібліотеки для молодіжі…» |